# Saint-Georges-du-Vièvre
Saint-Georges-du-Vièvre é uma comuna francesa na região administrativa da Normandia, no departamento Eure. Estende-se por uma área de 10,23 km². Em 2010 a comuna tinha 897 habitantes (densidade: 87,7 hab./km²).